# Diócesis de Pozzuoli
La diócesis de Pozzuoli (en latín: Dioecesis Puteolana y en italiano: Diocesi di Pozzuoli) es una circunscripción eclesiástica de la Iglesia católica en Italia. Se trata de una diócesis latina, sufragánea de la arquidiócesis de Nápoles. Desde el 20 de junio de 2023 su obispo es Carlo Villano.

## Territorio y organización
La diócesis tiene 105 km² y extiende su jurisdicción sobre los fieles católicos de rito latino residentes en parte de la ciudad metropolitana de Nápoles en la región de Campania, comprendiendo las comunas de: Pozzuoli, Quarto, Bacoli y Monte di Procida, parte de la comuna de Marano di Napoli y los barrios de la zona occidental de Nápoles (Fuorigrotta, Bagnoli, Pianura y Soccavo).
La sede de la diócesis se encuentra en la ciudad de Pozzuoli, en donde se halla la Catedral basílica de San Próculo Mártir.
En 2021 en la diócesis existían 69 parroquias agrupadas en 8 foranías: Bacoli-Monte di Procida, Bagnoli, Fuorigrotta, Quarto, Pianura, Pozzuoli 1, Pozzuoli 2 y Soccavo.

## Historia
La primera noticia históricamente cierta de la existencia de una comunidad cristiana en Pozzuoli se remonta al evangelista san Lucas quien, al describir las etapas del viaje realizado por el apóstol Pablo desde Cesarea de Palestina hasta Roma, se expresó así: Desembarcamos en Siracusa, donde estuvimos tres días y desde aquí, siguiendo la costa, llegamos a Regio. Al día siguiente subió el siroco y al día siguiente llegamos a Pozzuoli. Aquí encontramos a unos hermanos que nos invitaron a quedarnos con ellos durante una semana. Luego partimos hacia Roma (Hechos 28,13-14). La llegada a Pozzuoli del apóstol Pablo en compañía de Lucas puede fecharse, según la opinión común de los estudiosos, en la primavera del año 61.
Si en Pozzuoli existía una comunidad cristiana en la segunda mitad del siglo I, hay que concluir que el cristianismo llegó allí muy temprano y que probablemente fueron los judíos conversos quienes lo llevaron. En efecto, en los muelles de Pozzuoli hacían escala no sólo los orientales que iban a Roma, sino también todos los barcos procedentes de los puertos del mar Mediterráneo, por lo que los comerciantes de todos los países acudían a la ciudad, fijaban su residencia, se agrupaban en corporaciones nacionales e importaban su religión. Los judíos también tenían su propio distrito comercial, como atestigua Flavio Josefo, quien, habiendo desembarcado en Pozzuoli en el año 64 tras escapar por de un naufragio en el mar de Sirte, se reunió con sus compatriotas que ejercían la profesión de préstamo de dinero, previo depósito de las mercancías almacenadas y destinadas a Roma.
Según una tradición que se remonta a finales del siglo XVI, el primer obispo de la ciudad fue Patroba, mencionado por Pablo en la Epístola a los romanos (16,14) y consagrado por san Pedro en el 42, y el segundo fue Celso, venerado en Pozzuoli desde la primera mitad del siglo XI. Estos dos santos, sin embargo, tras los estudios realizados por Angelo D'Ambrosio bajo el pontificado del papa Juan XXIII como parte de una amplia reforma del calendario de fiestas litúrgicas de las Iglesias locales, fueron considerados santos imaginarios, que nunca existieron realmente, y por lo tanto tachados durante la redacción del nuevo calendario.
El primer obispo históricamente atestiguado es en cambio el usurpador Fiorenzo, obispo arriano que vivió en la época de los emperadores Graciano y Valentiniano II, condenado y expulsado de su sede entre 363 y 378. Un epitafio, hoy desaparecido, indica la fecha de la deposición del obispo Teodoro el 13 de mayo de 435. Sigue al obispo Julio, que fue legado papal en el Concilio de Éfeso en 449. Después de Claudio, que quizás no perteneció a la Iglesia puteolana, se conoce al obispo Aucupio, que participó en el sínodo romano convocado por el papa Símaco en el año 499 y probablemente también en el celebrado por el papa Gelasio I en el año 495, donde, sin embargo, los obispos están documentados sin su sede. Seguido de Gémino, mencionado en el epistolar del papa Pelagio I, un anónimo, mencionado en las cartas de Gregorio Magno, y Gaudiosus, que participó en el concilio romano celebrado por el papa Agatón en 680 para condenar la herejía monotelita.
La cronología episcopal de Pozzuoli se reanuda en el siglo X con el obispo Stefano, a quien el subdiácono napolitano Pietro, su contemporáneo, dedicó la Pasión de Sant'Artema di Pozzuoli. La serie de obispos posteriores hasta mediados del siglo XIII es incierta y muy fragmentaria. Algunos privilegios concedidos a los obispos Donato y Mauro en la primera mitad del siglo XII parecen documentar la dependencia de Pozzuoli de la arquidiócesis de Capua, mientras que a finales de siglo aparece entre las sufragáneas de la arquidiócesis de Nápoles, metrópolis a con el que Pozzuoli seguirá vinculada hasta hoy.
En 1249 se documenta por primera vez la existencia del cabildo de canónigos de la catedral con el título de congregatio clericorum sanctae sedis putheolanae. Para eliminar la intrusión de los laicos en el nombramiento de los obispos, en 1303 Giovanni Brito estableció la regla de que sólo los canónigos de la catedral debían elegir al obispo diocesano.
Entre los siglos XV y XVI varias órdenes y congregaciones religiosas fundaron sus residencias en Pozzuoli. Entre ellos los menores observantes en 1472, los carmelitas en 1475, los dominicos en 1509 y los capuchinos en 1574. Incluso la vida laica se organizó con el nacimiento y difusión de las cofradías; la primera de las conocidas es la del Santísimo Cuerpo de Cristo establecida en 1540.
El obispo Leonardo Vairo (1587-1603) fue el responsable de la primera aplicación de los decretos de reforma del Concilio de Trento: «Inició la serie de visitas pastorales y de sínodos y fundó el seminario (31 de mayo de 1587). Promovió también el decoro del culto, el perfeccionamiento intelectual y moral del clero y la educación religiosa de niños y adultos».
A la muerte de Vairo y hasta 1732, la diócesis de Pozzuoli fue gobernada por 14 obispos, en su mayoría ancianos o enfermos, que poco hicieron por renovar la vida de la diócesis, compromiso al que se sumaron los obispos Niccolò de Rosa (1733-1774), Gerolamo Landolfi (1775-1789) y Carlo María Rosini (1797-1836). Raffaele Purpo (1843-1876) fue responsable de la creación de las "Sociedades de trabajadores de ayuda mutua", mientras que Giuseppe Petrone (1921-1933) organizó asociaciones católicas en Acción Católica.
Una controversia surgida tras la guerra entre los obispos de Pozzuoli y Aversa sobre los límites de sus diócesis fue resuelta por la Santa Sede en 1957 mediante decreto Cum palustribus de la Congregación Consistorial, con la decisión de hacer coincidir los límites de las dos sedes con los de las comunas de Pozzuoli y Giugliano en Campania.
De 1958 a 1966 la sede de Pozzuoli estuvo unida in persona episcopi a la arquidiócesis de Nápoles; la unión con Nápoles fue precedida y seguida por dos largos períodos de sede vacante por un total de dieciséis años.
El 8 de julio de 1961 el papa Juan XXIII, mediante la bula Cognitum est omnibus, concedió al cardenal Alfonso Castaldo y a sus sucesores el uso del palio en el territorio de la diócesis de Pozzuoli, ya que se trataba de una fundación apostólica. El privilegio del palio terminó al final del mandato del obispo Salvatore Sorrentino como ordinario, según lo establecido por el motu proprio Inter eximia promulgado por el papa Pablo VI en 1978.
A petición del administrador apostólico Salvatore Sorrentino, la Sagrada Congregación de Ritos, con decreto del 1 de diciembre de 1967, confirmó a san Jenaro y a san Próculo como patronos principales de la diócesis, a la que añadió a san Pablo y a san Artema como patronos secundarios.
El 12 de noviembre de 1990 la diócesis recibió la visita apostólica del papa Juan Pablo II.
Los obispos Salvatore Sorrentino y Silvio Padoin iniciaron el nacimiento y la creación del museo diocesano de arte sacro, ubicado en las salas del seminario diocesano, que cerró en 1970. El 20 de mayo de 2016 se inauguró la nueva sede del museo en el palacio episcopal del barrio de Terra.
El 7 de junio de 2003 se convocó el VIII sínodo diocesano, el primero después del Concilio Vaticano II, que se cerró con la publicación del Libro del Sínodo el 25 de enero de 2007.
Desde el 22 de mayo de 2021 está unida in persona episcopi a la diócesis de Isquia.

## Estadísticas
Según el Anuario Pontificio 2022 la diócesis tenía a fines de 2021 un total de 534 946 fieles bautizados.
| Año                                                                             | Población            | Población | Población      | Sacerdotes | Sacerdotes    | Sacerdotes    | Bautizados por sacerdote | Diáconos permanentes | Religiosos | Religiosos | Parroquias |
| Año                                                                             | Bautizados católicos | Total     | % de católicos | Total      | Clero secular | Clero regular | Bautizados por sacerdote | Diáconos permanentes | Varones    | Mujeres    | Parroquias |
| ------------------------------------------------------------------------------- | -------------------- | --------- | -------------- | ---------- | ------------- | ------------- | ------------------------ | -------------------- | ---------- | ---------- | ---------- |
| 1950                                                                            | 146 526              | 147 808   | 99.1           | 92         | 69            | 23            | 1592                     |                      | 32         | 95         | 40         |
| 1970                                                                            | 421 050              | 427 730   | 98.4           | 131        | 84            | 47            | 3214                     |                      | 58         | 280        | 46         |
| 1980                                                                            | 480 030              | 490 985   | 97.8           | 111        | 59            | 52            | 4324                     | 1                    | 56         | 235        | 51         |
| 1990                                                                            | 438 670              | 447 150   | 98.1           | 114        | 61            | 53            | 3847                     | 5                    | 56         | 240        | 67         |
| 1999                                                                            | 499 500              | 508 500   | 98.2           | 131        | 82            | 49            | 3812                     | 12                   | 50         | 189        | 67         |
| 2000                                                                            | 499 500              | 508 500   | 98.2           | 135        | 86            | 49            | 3700                     | 12                   | 50         | 192        | 67         |
| 2001                                                                            | 501 000              | 510 000   | 98.2           | 143        | 91            | 52            | 3503                     | 18                   | 53         | 195        | 67         |
| 2002                                                                            | 499 500              | 508 500   | 98.2           | 139        | 90            | 49            | 3593                     | 19                   | 50         | 168        | 67         |
| 2003                                                                            | 502 650              | 511 850   | 98.2           | 160        | 105           | 55            | 3141                     | 21                   | 56         | 146        | 68         |
| 2004                                                                            | 502 700              | 510 720   | 98.4           | 146        | 96            | 50            | 3443                     | 21                   | 51         | 150        | 68         |
| 2013                                                                            | 527 490              | 535 817   | 98.4           | 139        | 93            | 46            | 3794                     | 32                   | 53         | 184        | 69         |
| 2016                                                                            | 519 000              | 534 780   | 97.0           | 126        | 85            | 41            | 4119                     | 43                   | 50         | 184        | 69         |
| 2019                                                                            | 539 950              | 556 280   | 97.1           | 139        | 89            | 50            | 3884                     | 40                   | 66         | 124        | 69         |
| 2021                                                                            | 534 946              | 552 150   | 96.9           | 133        | 87            | 46            | 4022                     | 40                   | 59         | 131        | 69         |
| Fuente: Catholic-Hierarchy, que a su vez toma los datos del Anuario Pontificio. |                      |           |                |            |               |               |                          |                      |            |            |            |

## Episcopologio
- San Patroba? †
- San Celso? †
- San Giovanni? †
- Massimo? †[nota 3]
  - Fiorenzo † (antes de 363-después de 378) (obispo arriano)[9]
- Teodoro † (?-13 de mayo de 435 falleció)[10]
- Giulio † (antes de 448?-después de 449)[11][nota 4]
- Claudio? † (mencionado en 465)[nota 5]
- Aucupio † (antes de 495?-después de 499)[12]
- Gemino † (documentado entre septiembre de 558 y febrero de 559)[13]
- Anónimo † (mencionado en 600)[14]
- Zosimo? †[nota 6]
- Gaudioso † (mencionado en 680)
- Stefano † (circa 928-936)[15]
- Leone † (?-circa 1059 retirado)[16]
- Mauro † (mencionado en 1105)[17]
- Donato † (antes de 1119-después de 1121)
- Giovanni II † (mencionado en 1153)
- Anónimo † (mencionado en 1187 y 1188)[18]
- Anónimo † (mencionado en 1193)[18]
- Giovanni III † (antes de 1197-después de 1209)[18]
- Anónimo † (mencionado en 1215)[18]
- Riccardo † (mencionado en 1237)[18]
- Matteo † (antes de agosto de 1265-después de marzo de 1273)[18]
- Angelo I † (documentado de 1275 al 1279)
- Francesco I † (mencionado en 1282)
- Angelo II † (antes de 1284-después de 1295)
- Giovanni Brito † (1298-1304)
- Francesco II † (mencionado en 1304)
- Niccolò Scondito † (?-septiembre de 1308 falleció)
- Giovanni IV † (mencionado en 1309)
- Guglielmo da Sallone, O.F.M. † (circa 1317-1 de junio de 1324 nombrado obispo de Aversa)
- Paolino, O.F.M. † (20 de junio de 1324-1344 falleció)
- Landolfo Capece-Latro † (5 de julio de 1344-? falleció)
- Ludovico di Casale † (17 de octubre de 1373-circa 1380 nombrado antivescovo de Ravena)
- Francesco III † (mencionado en 1380)
  - Pietro Albertini † (15 de junio de 1380-1385 nombrado obispo de Penne) (antiobispo)
  - Pietro † (23 de diciembre de 1385-?) (antiobispo)
- Niccolò II † (?-1390)
- Francesco IV † (1391-?)
- Filippo † (18 de septiembre de 1395-20 de noviembre de 1398 nombrado obispo de los Marsos)
- Ludovico II † (9 de mayo de 1399-1401 falleció)
- Simone Lopa † (26 de marzo de 1401-1401 falleció)
- Tommaso Torelli † (13 de octubre de 1401-1405 falleció)
- Tommaso Brancaccio † (1405-30 de julio de 1405 nombrado obispo de Tricarico) (obispo electo)
- Lorenzo de Gilotto † (29 de septiembre de 1405-1434 falleció)
- Matteo Custia † (9 de abril de 1434-1434 falleció)
- Lorenzo da Nápoles, O.F.M. † (18 de febrero de 1435-29 de marzo de 1447 nombrado obispo de Tricarico)
  - Ludovico de Costanzo † (31 de mayo de 1447-1447) (administrador apostólico)
- Angelo de Costanzo † (mencionado en 1447)
- Lorenzo III † (mencionado en 1465)
- Tommaso Carafa † (29 de enero de 1470-13 de agosto de 1473 nombrado obispo de Trivento)
- Pirro de Azzia † (8 de octubre de 1473-1493 falleció)
  - Giacomo Orsini † (1 de diciembre de 1493-? falleció) (obispo electo)
- Antonio Giaconi † (19 de marzo de 1494-1514 falleció)
  - Bernardo Dovizi da Bibbiena †  (1514-1514) (administrador apostólico)
- Simeone de' Vernacoli † (6 de julio de 1515-1537 falleció)
- Carlo Borromeo † (6 de julio de 1537-1540 falleció)
- Bernardino Castellari † (17 de agosto de 1540-1542 renunció)[nota 7]
- Gian Matteo Castaldo, O.S.B.Oliv. † (1 de marzo de 1542-1586 falleció)
- Leonardo Vairo, O.S.B. † (7 de enero de 1587-4 de enero de 1603 falleció)
- Jerónimo Bernardo de Quirós, O. Praem. † (18 de agosto de 1604-31 de agosto de 1615 falleció)
- Lorenzo Monzonís Galatina, O.F.M. † (20 de noviembre de 1617-11 de febrero de 1630 falleció)
- Martín de León Cárdenas, O.E.S.A. † (7 de abril de 1631-27 de agosto de 1650 nombrado arzobispo de Palermo)
  - Sede vacante (1650-1653)
- Giovanni Battista Visco, O.F.M. † (6 de octubre de 1653-1663 falleció)
- Benito Sánchez de Herrera † (24 de marzo de 1664-14 de junio de 1674 falleció)
- Carlo della Palma, C.R. † (27 de mayo de 1675-1682 falleció)
- Diego Ibáñez de la Madrid y Bustamante † (2 de octubre de 1684-9 de junio de 1687 nombrado obispo de Ceuta)
- Domenico Maria Marchesi, O.P. † (31 de mayo de 1688-mayo de 1692 falleció)
- José Sanz de Villaragut, O.F.M. † (2 de enero de 1693-18 de junio de 1696 nombrado obispo de Cefalù)
- Carlo Cuzzolini † (25 de febrero de 1697-agosto de 1698 falleció)
- Giuseppe Falces, O.F.M. † (11 de abril de 1699-noviembre de 1703 falleció)
- Michele Petirro † (14 de diciembre de 1705-24 de abril de 1709 falleció)
  - Sede vacante (1709-1713)
- Pietro Cavalcante, C.R. † (22 de mayo de 1713-31 de julio de 1723 falleció)
- Tommaso Angelo Passante, Sch.P. † (29 de enero de 1725-noviembre de 1732 falleció)
- Niccolò de Rosa † (2 de diciembre de 1733-enero de 1774 falleció)
- Gerolamo Landolfi † (29 de mayo de 1775-21 de noviembre de 1789 falleció)
  - Sede vacante (1789-1792)
- Gaetano Maria Capece, C.R. † (27 de febrero de 1792-junio de 1794 falleció)
  - Sede vacante (1794-1797)
- Carlo Maria Rosini † (18 de diciembre de 1797-18 de febrero de 1836 falleció)
- Pietro Ignazio Marolda, C.SS.R. † (19 de mayo de 1837-15 de marzo de 1842 falleció)
- Raffaele Purpo † (3 de abril de 1843-23 de diciembre de 1876 falleció)
- Gennaro De Vivo (23 de diciembre de 1876 por sucesión-15 de febrero de 1893 falleció)
- Michele Zezza † (12 de junio de 1893-3 de julio de 1919 nombrado arzobispo coadjutor de Nápoles[nota 8])
  - Sede vacante (1919-1921)[nota 9]
- Giuseppe Petrone † (23 de septiembre de 1921-23 de marzo de 1933 falleció)
- Alfonso Castaldo † (27 de marzo de 1934-14 de enero de 1950 nombrado arzobispo coadjutor de Nápoles[nota 10])
  - Sede vacante (1950-1958)[nota 11]
- Alfonso Castaldo † (5 de agosto de 1958-3 de marzo de 1966 falleció) (por segunda vez)
  - Sede vacante (1966-1974)[nota 12]
- Salvatore Sorrentino † (21 de febrero de 1974-8 de mayo de 1993 retirado)
- Silvio Padoin † (8 de mayo de 1993-2 de septiembre de 2005 retirado)
- Gennaro Pascarella (2 de septiembre de 2005 por sucesión-20 de junio de 2023 retirado)
- Carlo Villano, desde el 20 de junio de 2023